# Víctor Ruiz
Víctor Ruiz Torre (Esplugues de Llobregat, 25 de janeiro de 1989) é um futebolista espanhol que atua como zagueiro. Atualmente está sem clube.

## Carreira
Víctor Ruiz foi revelado pelo RCD Espanyol onde atuou até 2011.

## Títulos

### Espanyol
- Trofeo Vila de Palamos (1): 2010
- Trofeo Ciutat de Tarragona (1): 2010
- Copa Cataluña (1): 2009-10
- Troféu Cidade de Barcelona (1): 2010
- Troféu Ramón de Carranza (1): 2010

### Real Betis
- Copa do Rei (1): 2021–22

### Seleção Espanhola
- Eurocopa Sub-21: 2011